# 加勒比地区
加勒比地區（英語：Caribbean）是指加勒比海及其附近的區域。

## 定義
若依照聯合國地理分區裡的地理亞區來判定，加勒比地區的範圍為加勒比海上的諸島—西印度群島，國家與屬地包含安圭拉、安地卡及巴布達、阿魯巴、巴哈馬、巴貝多、博奈爾、聖佑達修斯和荷屬沙巴、英屬維京群島、開曼群島、古巴、古拉索、多米尼克、多明尼加、格瑞那達、瓜德羅普、海地、牙買加、馬提尼克、蒙哲臘、波多黎各、聖巴泰勒米、聖克里斯多福及尼維斯、聖露西亞、法屬聖馬丁、聖文森及格瑞那丁、荷屬聖馬丁、千里達及托巴哥、土克凱可群島、美屬維京群島。

## 加勒比海国家協會成員列表
根据2002年加勒比海国家协会（ACS）的成员国列出所有加勒比海国家：

加勒比海地区陆海边界

### 國家
- 安地卡及巴布達
- 巴哈马
- 哥伦比亚
- 古巴
- 多米尼克
- 薩爾瓦多
- 格瑞那達
- 海地
- 牙买加
- 墨西哥
- 尼加拉瓜
- 巴拿马
- 圣基茨和尼维斯
- 圣卢西亚
- 苏里南
- 千里達及托巴哥
- 委內瑞拉

### 屬地
- 阿鲁巴
- 英屬維爾京群島
- 开曼群岛
- 波多黎各
- 荷屬聖馬丁
- 美屬維爾京群島
- 百慕大（實際位於北大西洋，離加勒比海有段距離）